# Lowol Guéou
Lowol Guéou is een gemeente (commune) in de regio Mopti in Mali. De gemeente telt 9000 inwoners (2009).